# Четрдесет прва изложба УЛУС-а (1966)
Четрдесет прва изложба УЛУС-а одржана је 1966. године у Београду. Изложба је приказана у галеријском простору Удружења ликовних уметника Србије односно Уметничком павиљону "Цвијета Зузорић" на Калемегдану. Изложба је имала три теме, земља, човек и машта.

## Уметнички савет

### Сликарство
- Љубица Сокић, председница
- Анте Абрамовић
- Ђорђе Илић
- Чедомир Крстић
- Војислав Тодорић

### Вајарство
- Стеван Боднаров, председник
- Коста Богдановић
- Милан Верговић
- Матија Вуковић

### Графика
- Богдан Кршић, председник
- Слободан Михајловић
- Халил Тиквеша

## Жири
Жири за додељивање награда на овој пролећној изложби УЛУС-а чинили су следећи уметници:
- Ристо Стијовић
- Анте Абрамовић
- Бранислав Протић
- Слободан Михајловић
- Михаило Петров
- Нада Радојевић
- Угљеша Богуновић

## Излагачи
1. Анте Абрамовић
2. Градимир Алексић
3. Даница Антић
4. Раомир Антић
5. Никола Антов
6. Момчило Антоновић
7. Иванка Ацин
8. Милош Бајић
9. Милан Бесарабић
10. Павле Блесић
11. Коста Богдановић
12. Славољуб Богојевић
13. Милан Божовић
14. Ђорђе Бошан
15. Коста Брадић
16. Здравко Вајагић
17. Душко Вијатов
18. Драгиња Влашић
19. Миодраг Вујачић-Мирски
20. Војислав Вујисић
21. Драга Вуковић
22. Матија Вуковић
23. Милош Гвозденовић
24. Милија Глишић
25. Оливера Грбић
26. Анте Гржетић
27. Миливој Елим-Грујић
28. Милорад Дамњановић
29. Мило Димитријевић
30. Милица Динић
31. Властимир Дискић
32. Емир Драгуљ
33. Славе Дуковски
34. Ђељош Ђокај
35. Даринка Ђорђевић
36. Заре Ђорђевић
37. Мирољуб Ђорђевић
38. Светислав Ђурић
39. Јован Ервачиновић
40. Бошко Илачевић
41. Љубодраг Јанковић
42. Драгомир Јашовић
43. Александар Јеремић-Цибе
44. Селе Јовановић
45. Мира Јуришић
46. Десанка Керечки-Мустур
47. Милан Кечић
48. Даница Кокановић-Младеновић
49. Љубомир Кокотовић
50. Драган Костић
51. Момчило Крковић
52. Лиза Крижанић-Марић
53. Марко Крсмановић
54. Чедомир Крстић
55. Радомир Крстић-Николић
56. Богдан Кршић
57. Божидар Лазаревић
58. Драгомир Лазаревић
59. Милан Лајешић
60. Светолик Лукић
61. Александар Луковић
62. Бранислав Макеш
63. Зоран Мандић
64. Бранко Манојловић
65. Љубодраг Маринковић-Пенкин
66. Војислав Марковић
67. Мома Марковић
68. Милан Мартиновић
69. Радослав Миленковић
70. Живорад Милошевић
71. Бранко Миљуш
72. Бранимир Минић
73. Витомир Митровић
74. Милун Митровић
75. Миливоје Мићић
76. Слободан Михаиловић
77. Саша Мишић
78. Душан Мишковић
79. Миша Младеновић
80. Муслим Мулић
81. Предраг Нешковић
82. Миливој Николајевић
83. Мирјана Николић-Пећинар
84. Божидар Обрадовић
85. Вукица Обрадовић
86. Бранко Омчикус
87. Чедомир Павловић
88. Илија Пандуровић
89. Деса Пантелић
90. Стојан Пачов
91. Слободан Пејовић
92. Јефто Перић
93. Владета Петрић
94. Градомир Петровић
95. Зоран Петровић
96. Милан Позновија
97. Гордана Поповић
98. Божидар Продановић
99. Бранко Протић
100. Мирослав Протић
101. Павле Радовановић
102. Благота Радовић
103. Славољуб Радојчић
104. Радомир Рељић
105. Миодраг Рогић
106. Ратомир Руварац
107. Маријан Савиншек
108. Нусрет Салихамиџић
109. Габор Силађи
110. Мира Сандић
111. Сава Сандић
112. Слободан Сотиров
113. Жива Стакић
114. Михаило Станић
115. Милан Станојев
116. Бранко Станковић
117. Милица Стевановић
118. Тодор Стевановић
119. Едуард Степанчић
120. Мирко Стефановић
121. Стево Стојановић
122. Драгомир Сушић-Суле
123. Марина Тадић
124. Тања Тарновска
125. Војислав Тодорић
126. Владислав Тодоровић
127. Стојан Трумић
128. Живојин Турински
129. Милош Ћирић
130. Петар Убовић
131. Бранко Филиповић
132. Борис Хелд
133. Милан Цмелић
134. Славољуб Чворовић
135. Божидар Џмерковић
136. Мила Џокић
137. Зуко Џумхор
138. Томислав Шебековић
139. Александар Шиверт
140. Кемал Ширбеговић
141. Јелисавета Шобер-Поповић

## Награђени излагачи
У оквиру теме човек, награђни су били графичар Милан Мартиновић, за бакропис Госпођица, и вајар Никола Антов, за дело Сфинга.
У оквиру теме земља, награђени су сликари Милан Цмелић, за уље Магаза, и Мома Марковић за уље Задњи акорди светлости.
У оквиру теме машта, награђени су сликари Зоран Петровић, за уље Елементи и Градимир Петровић за темперу Композиција А. Сваки од ових уметника добио је награду у вредности од 2500 динара.
Привредне организације у оквиру ове изложбе доделиле су своје рекламно-пропагандне награде следећим ауторима:
- ИТВ–Пословно удружење индустрије транспортних возила, Београд је награду од 2000 динара доделило сликару Зари Ђорђевић за уље У космосу и Зуку Џумхуру за уље Беспосличар. Награду од 1000 динара добио је Божидар Џмерковић, за графику Глава девојке.
- Југоекспорт из Београда доделио је две награде у вредности од 1250 динара Бранку Станковићу, за уље Предео из Шумадије, и Сави Сандић за скулптуру Жена.
- Београдски сајам је награду од 1000 динара доделио Иванки Ацин за дело Бонаца.
- ИПМ–Пословно удружење индустрије пољопривредних машина из Београда, доделило је награду од 1000 динара сликарки Оливери Грбић, за уље Предео.
- Форум–Предузеће за економску пропаганду, организацију, унутрашње уређење и декорацију из Београда, доделило је награду у висини од 1000 динара сликару Томиславу Шебековићу, за уље Време.
- Атекс из Београда, доделило је награду у висини од 1000 динара Градимиру Алексићу, за скулптуру На стени девојка.
- Привредни Преглед–новинско издавачко и штампарско предузеће из Београда, доделило је награду у висини од 1000 динара Бошку Илачевићу, за уље Мотив са Аде.
- Универзал–генерална трговинска заступништва из Београда, доделило је награду у висини од 1000 динара Томиславу Шебековићу, за уље Време.
- Експорт Прес–новинско издавачко предузеће из Београда, доделило је награду у висини од 1000 динара Мили Џокић, за уље У ентеријеру.
- Облик–завод за економску пропаганду, публицитет и обликовање из Београда, доделио је награду у висини од 1000 динара Светолику Лукићу, за уље Капија из Сплита.
- Естетика–предузеће за економско привредну пропаганду из Сенте, доделило је награду у висини од 1000 динара Бранку Миљушу, за гарфику Пијета.
- Туристички савез Београда доделио је откупну награду у висини од 2000 динара Славољубу Богојевићу, за уље Прича о граду.